# Dougie Bowne
Dougie Bowne je americký bubeník a hudební skladatel.

## Kariéra
V roce 1979 byl členem doprovodné skupiny velšského hudebníka a skladatele Johna Calea. Z jejich spolupráce vzešlo koncertní album Sabotage/Live. V letech 1980 až 1981 byl členem kapely zpěváka Iggyho Popa, s nímž nahrál album Party. V roce 1983 se stal členem skupiny The Lounge Lizards, kterou opusil o čtyři roky později. V roce 1998 vydal své první sólové album nazvané One Way Elevator, na němž se podíleli klavírista John Medeski a kontrabasista Fred Hopkins; jeho koproducentem byl John Zorn. Roku 1997 produkoval a hrál na albu Terra Incognita hudebníka Chrise Whitleyho. V roce 2010 hrál se skupinou Floored by Four. V roce 2024 vydal po 26 letech nové sólové album The Stars Are Indispensable (vydavatelství Tzadik Records), na kterém jej doprovázel basista Matt Nelson.
Během své kariéry spolupracoval s řadou dalších hudebníků, mezi něž patří například Lydia Lunch, Arto Lindsay, Marc Ribot, Yoko Ono, Kazutoki Umezu, Eszter Balint, Dave Douglas, Cassandra Wilsonová a Marianne Faithfullová.

## Diskografie

### Sólová
- One Way Elevator (1998)
- The Stars Are Indispensable (2024)

### Ostatní
- Sabotage/Live (John Cale, 1979)
- Queen of Siam (Lydia Lunch, 1980)
- Party (Iggy Pop, 1981)
- Light, Traps and Exploding Wires (Naúx, 1982)
- No Pain for Cakes (The Lounge Lizards, 1987)
- World at a Glance (World at a Glance, 1988)
- Pleasure Bane (Lord Boy, 1988)
- Voice of Chunk (The Lounge Lizards, 1988)
- A Question of Time (Jack Bruce, 1989)
- Comme Des Garçons Volume Two (Seigen Ono, 1989)
- Beauty (Rjúiči Sakamoto, 1990)
- Funk of Ages (Bernie Worrell, 1990)
- Blazing Away (Marianne Faithfull, 1990)
- Mais (Marisa Monte, 1991)
- 音楽王2 Welcome to Forbidden Paradise (Hoppy Kamiyama, 1992)
- Marisa! (Marisa Monte, 1992)
- The Last Waltz from Distorted Honky-Tonk (Optical*8, 1992)
- Optical*8 (Optical*8, 1992)
- Eclecticism (Kazutoki Umezu, 1993)
- Bright Red (Laurie Anderson, 1994)
- Din of Ecstasy (Chris Whitley, 1995)
- Cibo Matto (Cibo Matto, 1995)
- Very Neon Pet (Peter Scherer, 1995)
- Aggregates 1-26 (Arto Lindsay, 1995)
- Ego (Hiroshi Mikami, 1995)
- Temptation (Holly Cole, 1995)
- New Moon Daughter (Cassandra Wilson, 1995)
- Hope & Despair (Kato Hideki, 1996)
- It Happened One Night (Holly Cole, 1996)
- The Body Has a Head (John S. Hall, Sasha Forte a Jane Scarpantoni, 1996)
- Viva! La Woman (Cibo Matto, 1996)
- Super Relax (Cibo Matto, 1997)
- Terra Incognita (Chris Whitley, 1997)
- Sanctuary (Dave Douglas, 1997)
- Terra Incognita (Chris Whitley, 1997)
- How I Spent My Vacation (Evan Lurie, 1998)
- Flicker (Eszter Balint, 1998)
- Prize (Arto Lindsay, 1999)
- Yo! I Killed Your God (Marc Ribot, 1999)
- Memories Are My Only Witness (Yuka Honda, 2002)
- Emigre (Ted Reichman, 2003)
- With My Left Hand I Raise the Dead (Doveman, 2007)
- Floored by Four (Floored by Four, 2010)
- Heart Chamber Phantoms (Yuka Honda, 2010)
- Exquisite Corpse (Mattin, 2011)
- Fourth Corner (Trixie Whitley, 2013)